# Senotainia pretoria
Senotainia pretoria är en tvåvingeart som först beskrevs av Charles Howard Curran 1936.  Senotainia pretoria ingår i släktet Senotainia och familjen köttflugor. Inga underarter finns listade i Catalogue of Life.